# 麥克馬洪 (澳大利亞國會選區)
麥克馬洪選區（英語：Division of McMahon）是澳大利亞新南威爾斯州的下議院選區，位於悉尼西郊。面積161平方公里。
選區始於2010年，選區名紀念第二十任總理威廉·麥克馬洪。
原普羅斯佩克選區的工黨議員克里斯·鮑文將循本區角逐連任。